# Grand Rapids (Ohio)
Pour les articles homonymes, voir Grand Rapids.
Grand Rapids est un village américain situé dans le comté de Wood, dans l'Ohio. Selon le recensement de 2010, sa population est de 965 habitants.